# Fatako
Fatako är en ort i Gambia. Den ligger i regionen Upper River, i den östra delen av landet, 240 km öster om huvudstaden Banjul. Antalet invånare var 258 vid folkräkningen 2013.